# Campeonato Mineiro de Futebol de 2005 - Segunda Divisão
O Campeonato Mineiro de Futebol da Segunda Divisão foi disputado por 20 clubes. Iniciou-se no dia  de 2005 e terminou em 28 de dezembro de 2005.

## Clubes participantes
- América Futebol Clube (Teófilo Otoni)
- Araxá Esporte Clube (Araxá)
- Associação Atlética Juventus Minasnovense (Minas Novas)
- Associação Atlética Paraisense (São Sebastião do Paraíso)
- Associação Atlética Tupy (Janaúba)
- Associação Recreativa Sul Mineiro (Pouso Alegre)
- Clube Esportivo de Futebol (Passos)
- Clube Esportivo Passense de Futebol e Cultura (Passos)
- Esporte Clube Sul Minas (Pouso Alegre)
- Extrema Futebol Clube (Extrema)
- Figueirense Esporte Clube (São João del-Rei)
- Formiga Esporte Clube (Formiga)
- Guarani Futebol Clube (Pouso Alegre)
- Ideal Sport Club (Sete Lagoas)
- Jacutinga Atlético Clube (Jacutinga)
- Nacional Atlético Clube (Muriaé)
- Nacional Futebol Clube (Uberaba)
- Santarritense Futebol Clube (Santa Rita do Sapucaí)
- União Esporte Clube (Paracatu)
- Varginha Esporte Clube (Varginha)

## Primeira fase
Disputada em cinco grupos, classificou 15 times para a segunda fase da competição - dois do grupo D, três dos grupos A, B e E e quatro do grupo C.

### Grupo A
| Tabela de classificação | Tabela de classificação | Tabela de classificação | Tabela de classificação | Tabela de classificação | Tabela de classificação | Tabela de classificação | Tabela de classificação | Tabela de classificação | Tabela de classificação |
| Time | Time                    | Pts                     | J                       | V                       | E                       | D                       | GP                      | GC                      | SG                      |
| --- | ----------------------- | ----------------------- | ----------------------- | ----------------------- | ----------------------- | ----------------------- | ----------------------- | ----------------------- | ----------------------- |
| 1 | Sul Minas               | 10                      | 6                       | 2                       | 4                       | 0                       | 7                       | 5                       | 2                       |
| 2 | Guarani                 | 9                       | 6                       | 2                       | 3                       | 1                       | 9                       | 6                       | 3                       |
| 3 | Santarritense           | 7                       | 6                       | 2                       | 1                       | 3                       | 5                       | 8                       | -3                      |
| 4 | Sul Mineiro             | 4                       | 8                       | 1                       | 1                       | 6                       | 12                      | 18                      | -6                      |
| Pts – pontos; J – jogos disputados; V - vitórias; E - empates; D - derrotas; GP – gols pró; GC – gols contra; SG – saldo de gols |                         |                         |                         |                         |                         |                         |                         |                         |                         |

Legenda
|  |                                        |
|  | Passaram à segunda fase                |
|  | Excluído da competição na segunda fase |

### Grupo B
| Tabela de classificação | Tabela de classificação | Tabela de classificação | Tabela de classificação | Tabela de classificação | Tabela de classificação | Tabela de classificação | Tabela de classificação | Tabela de classificação | Tabela de classificação |
| Time | Time                    | Pts                     | J                       | V                       | E                       | D                       | GP                      | GC                      | SG                      |
| --- | ----------------------- | ----------------------- | ----------------------- | ----------------------- | ----------------------- | ----------------------- | ----------------------- | ----------------------- | ----------------------- |
| 1 | Varginha                | 9                       | 6                       | 2                       | 3                       | 1                       | 7                       | 5                       | 2                       |
| 2 | Jacutinga               | 8                       | 6                       | 2                       | 2                       | 2                       | 8                       | 11                      | -3                      |
| 3 | Extrema                 | 8                       | 6                       | 1                       | 5                       | 0                       | 11                      | 9                       | 2                       |
| 4 | Araxá                   | 5                       | 6                       | 1                       | 2                       | 3                       | 6                       | 7                       | -1                      |
| Pts – pontos; J – jogos disputados; V - vitórias; E - empates; D - derrotas; GP – gols pró; GC – gols contra; SG – saldo de gols |                         |                         |                         |                         |                         |                         |                         |                         |                         |

Legenda
|  |                         |
|  | Passaram à segunda fase |

### Grupo C
| Tabela de classificação | Tabela de classificação | Tabela de classificação | Tabela de classificação | Tabela de classificação | Tabela de classificação | Tabela de classificação | Tabela de classificação | Tabela de classificação | Tabela de classificação |
| Time | Time                    | Pts                     | J                       | V                       | E                       | D                       | GP                      | GC                      | SG                      |
| --- | ----------------------- | ----------------------- | ----------------------- | ----------------------- | ----------------------- | ----------------------- | ----------------------- | ----------------------- | ----------------------- |
| 1 | Passense                | 22                      | 8                       | 7                       | 1                       | 0                       | 19                      | 5                       | 14                      |
| 2 | Nacional de Uberaba     | 19                      | 8                       | 6                       | 1                       | 1                       | 28                      | 6                       | 22                      |
| 3 | Paraisense              | 7                       | 8                       | 2                       | 1                       | 5                       | 6                       | 24                      | -18                     |
| 4 | Formiga                 | 5                       | 8                       | 1                       | 2                       | 5                       | 6                       | 17                      | -11                     |
| 5 | Esportivo de Passos     | 4                       | 8                       | 1                       | 1                       | 6                       | 8                       | 15                      | -7                      |
| Pts – pontos; J – jogos disputados; V - vitórias; E - empates; D - derrotas; GP – gols pró; GC – gols contra; SG – saldo de gols |                         |                         |                         |                         |                         |                         |                         |                         |                         |

Legenda
|  |                                               |
|  | Passaram à segunda fase                       |
|  | Excluído da competição durante a segunda fase |

### Grupo D
| Tabela de classificação | Tabela de classificação | Tabela de classificação | Tabela de classificação | Tabela de classificação | Tabela de classificação | Tabela de classificação | Tabela de classificação | Tabela de classificação | Tabela de classificação |
| Time | Time                    | Pts                     | J                       | V                       | E                       | D                       | GP                      | GC                      | SG                      |
| --- | ----------------------- | ----------------------- | ----------------------- | ----------------------- | ----------------------- | ----------------------- | ----------------------- | ----------------------- | ----------------------- |
| 1 | Nacional de Muriaé      | 12                      | 4                       | 4                       | 0                       | 0                       | 8                       | 4                       | 4                       |
| 2 | América                 | 4                       | 4                       | 1                       | 1                       | 2                       | 7                       | 6                       | 1                       |
| 3 | Figueirense             | 1                       | 4                       | 0                       | 1                       | 3                       | 4                       | 9                       | -5                      |
| Pts – pontos; J – jogos disputados; V - vitórias; E - empates; D - derrotas; GP – gols pró; GC – gols contra; SG – saldo de gols |                         |                         |                         |                         |                         |                         |                         |                         |                         |

Legenda
|  |                         |
|  | Passaram à segunda fase |

### Grupo E
| Tabela de classificação | Tabela de classificação | Tabela de classificação | Tabela de classificação | Tabela de classificação | Tabela de classificação | Tabela de classificação | Tabela de classificação | Tabela de classificação | Tabela de classificação |
| Time | Time                    | Pts                     | J                       | V                       | E                       | D                       | GP                      | GC                      | SG                      |
| --- | ----------------------- | ----------------------- | ----------------------- | ----------------------- | ----------------------- | ----------------------- | ----------------------- | ----------------------- | ----------------------- |
| 1 | Ideal                   | 8                       | 6                       | 2                       | 2                       | 2                       | 6                       | 6                       | 0                       |
| 2 | União                   | 8                       | 6                       | 2                       | 2                       | 2                       | 7                       | 9                       | -2                      |
| 3 | Juventus                | 8                       | 6                       | 1                       | 5                       | 0                       | 7                       | 6                       | 1                       |
| 4 | Tupy                    | 6                       | 6                       | 1                       | 3                       | 2                       | 10                      | 9                       | 1                       |
| Pts – pontos; J – jogos disputados; V - vitórias; E - empates; D - derrotas; GP – gols pró; GC – gols contra; SG – saldo de gols |                         |                         |                         |                         |                         |                         |                         |                         |                         |

Legenda
|  |                         |
|  | Passaram à segunda fase |

## Segunda fase

### Grupo F
| Tabela de classificação | Tabela de classificação | Tabela de classificação | Tabela de classificação | Tabela de classificação | Tabela de classificação | Tabela de classificação | Tabela de classificação | Tabela de classificação | Tabela de classificação |
| Time | Time                    | Pts                     | J                       | V                       | E                       | D                       | GP                      | GC                      | SG                      |
| --- | ----------------------- | ----------------------- | ----------------------- | ----------------------- | ----------------------- | ----------------------- | ----------------------- | ----------------------- | ----------------------- |
| 1 | Varginha                | 11                      | 6                       | 3                       | 2                       | 1                       | 6                       | 5                       | 1                       |
| 2 | Nacional de Uberaba     | 10                      | 6                       | 3                       | 1                       | 2                       | 10                      | 7                       | 3                       |
| 3 | Passense                | 7                       | 6                       | 2                       | 1                       | 3                       | 6                       | 6                       | 0                       |
| 4 | Formiga                 | 5                       | 6                       | 1                       | 2                       | 3                       | 5                       | 9                       | -4                      |
| - | Paraisense              | -                       | -                       | -                       | -                       | -                       | -                       | -                       | -                       |
| Pts – pontos; J – jogos disputados; V - vitórias; E - empates; D - derrotas; GP – gols pró; GC – gols contra; SG – saldo de gols |                         |                         |                         |                         |                         |                         |                         |                         |                         |

Legenda
|  |                                               |
|  | Passaram à fase final                         |
|  | Excluído da competição durante a segunda fase |

### Grupo G
| Tabela de classificação | Tabela de classificação | Tabela de classificação | Tabela de classificação | Tabela de classificação | Tabela de classificação | Tabela de classificação | Tabela de classificação | Tabela de classificação | Tabela de classificação |
| Time | Time                    | Pts                     | J                       | V                       | E                       | D                       | GP                      | GC                      | SG                      |
| --- | ----------------------- | ----------------------- | ----------------------- | ----------------------- | ----------------------- | ----------------------- | ----------------------- | ----------------------- | ----------------------- |
| 1 | Jacutinga               | 19                      | 8                       | 6                       | 1                       | 1                       | 23                      | 3                       | 20                      |
| 2 | Extrema                 | 18                      | 8                       | 5                       | 3                       | 0                       | 14                      | 5                       | 9                       |
| 3 | Sul Mineiro             | 11                      | 8                       | 3                       | 2                       | 3                       | 17                      | 9                       | 8                       |
| 4 | Santarritense           | 5                       | 8                       | 1                       | 2                       | 5                       | 6                       | 27                      | -21                     |
| 5 | Guarani                 | 3                       | 8                       | 1                       | 0                       | 7                       | 6                       | 22                      | -16                     |
| - | Sul Minas               | -                       | -                       | -                       | -                       | -                       | -                       | -                       | -                       |
| Pts – pontos; J – jogos disputados; V - vitórias; E - empates; D - derrotas; GP – gols pró; GC – gols contra; SG – saldo de gols |                         |                         |                         |                         |                         |                         |                         |                         |                         |

Legenda
|  |                                               |
|  | Passaram à fase final                         |
|  | Excluído da competição durante a segunda fase |

### Grupo H
| Tabela de classificação | Tabela de classificação | Tabela de classificação | Tabela de classificação | Tabela de classificação | Tabela de classificação | Tabela de classificação | Tabela de classificação | Tabela de classificação | Tabela de classificação |
| Time | Time                    | Pts                     | J                       | V                       | E                       | D                       | GP                      | GC                      | SG                      |
| --- | ----------------------- | ----------------------- | ----------------------- | ----------------------- | ----------------------- | ----------------------- | ----------------------- | ----------------------- | ----------------------- |
| 1 | Juventus                | 16                      | 8                       | 5                       | 1                       | 2                       | 8                       | 9                       | -1                      |
| 2 | América                 | 14                      | 8                       | 4                       | 2                       | 2                       | 9                       | 8                       | 1                       |
| 3 | Nacional de Muriaé      | 13                      | 8                       | 4                       | 1                       | 3                       | 8                       | 6                       | 2                       |
| 4 | Ideal                   | 12                      | 8                       | 4                       | 0                       | 4                       | 16                      | 8                       | 8                       |
| 5 | União                   | 2                       | 8                       | 0                       | 2                       | 6                       | 3                       | 13                      | -10                     |
| Pts – pontos; J – jogos disputados; V - vitórias; E - empates; D - derrotas; GP – gols pró; GC – gols contra; SG – saldo de gols |                         |                         |                         |                         |                         |                         |                         |                         |                         |

Legenda
|  |                       |
|  | Passaram à fase final |

## Hexagonal final
| Tabela de classificação | Tabela de classificação | Tabela de classificação | Tabela de classificação | Tabela de classificação | Tabela de classificação | Tabela de classificação | Tabela de classificação | Tabela de classificação | Tabela de classificação |
| Time | Time                    | Pts                     | J                       | V                       | E                       | D                       | GP                      | GC                      | SG                      |
| --- | ----------------------- | ----------------------- | ----------------------- | ----------------------- | ----------------------- | ----------------------- | ----------------------- | ----------------------- | ----------------------- |
| 1 | Juventus                | 18                      | 10                      | 6                       | 0                       | 4                       | 18                      | 13                      | 5                       |
| 2 | Varginha                | 17                      | 10                      | 4                       | 5                       | 1                       | 15                      | 13                      | 2                       |
| 3 | Extrema                 | 16                      | 10                      | 4                       | 4                       | 2                       | 18                      | 16                      | 2                       |
| 4 | Nacional de Uberaba     | 13                      | 10                      | 3                       | 4                       | 3                       | 19                      | 14                      | 5                       |
| 5 | Jacutinga               | 12                      | 10                      | 3                       | 3                       | 4                       | 11                      | 12                      | -1                      |
| 6 | América                 | 5                       | 10                      | 1                       | 2                       | 7                       | 15                      | 28                      | -13                     |
| Pts – pontos; J – jogos disputados; V - vitórias; E - empates; D - derrotas; GP – gols pró; GC – gols contra; SG – saldo de gols |                         |                         |                         |                         |                         |                         |                         |                         |                         |

Legenda
|  |                          |
|  | Acesso ao Módulo II 2006 |

| Campeonato Mineiro de 2005 - Segunda Divisão |
| -------------------------------------------- |
| Juventus 1º Título                           |

## Classificação final
| Tabela de classificação | Tabela de classificação | Tabela de classificação | Tabela de classificação | Tabela de classificação | Tabela de classificação | Tabela de classificação | Tabela de classificação | Tabela de classificação | Tabela de classificação |
| Time | Time                    | Pts                     | J                       | V                       | E                       | D                       | GP                      | GC                      | SG                      |
| --- | ----------------------- | ----------------------- | ----------------------- | ----------------------- | ----------------------- | ----------------------- | ----------------------- | ----------------------- | ----------------------- |
| 1 | Juventus                | 42                      | 24                      | 12                      | 6                       | 6                       | 33                      | 28                      | 5                       |
| 2 | Varginha                | 37                      | 22                      | 9                       | 10                      | 3                       | 28                      | 23                      | 5                       |
| 3 | Extrema                 | 42                      | 24                      | 10                      | 12                      | 2                       | 43                      | 30                      | 13                      |
| 4 | Nacional de Uberaba     | 42                      | 24                      | 12                      | 6                       | 6                       | 57                      | 27                      | 30                      |
| 5 | Jacutinga               | 39                      | 24                      | 11                      | 6                       | 7                       | 42                      | 26                      | 16                      |
| 6 | América                 | 23                      | 22                      | 6                       | 5                       | 11                      | 31                      | 42                      | -11                     |
| 7 | Passense                | 29                      | 14                      | 9                       | 2                       | 3                       | 25                      | 11                      | 14                      |
| 8 | Nacional de Muriaé      | 25                      | 12                      | 8                       | 1                       | 3                       | 16                      | 10                      | 6                       |
| 9 | Ideal                   | 20                      | 14                      | 6                       | 2                       | 6                       | 22                      | 14                      | 8                       |
| 10 | Sul Mineiro             | 16                      | 14                      | 4                       | 4                       | 6                       | 23                      | 17                      | 6                       |
| 11 | Guarani                 | 12                      | 14                      | 3                       | 3                       | 8                       | 15                      | 28                      | -13                     |
| 12 | Santarritense           | 12                      | 14                      | 3                       | 3                       | 8                       | 11                      | 35                      | -24                     |
| 13 | União                   | 10                      | 14                      | 2                       | 4                       | 8                       | 10                      | 22                      | -12                     |
| 14 | Formiga                 | 10                      | 14                      | 2                       | 4                       | 8                       | 11                      | 26                      | -15                     |
| 15 | Tupy                    | 6                       | 6                       | 1                       | 3                       | 2                       | 10                      | 9                       | 1                       |
| 16 | Araxá                   | 5                       | 6                       | 1                       | 2                       | 3                       | 6                       | 7                       | -1                      |
| 17 | Esportivo de Passos     | 4                       | 8                       | 1                       | 1                       | 6                       | 8                       | 15                      | -7                      |
| 18 | Figueirense             | 1                       | 4                       | 0                       | 1                       | 3                       | 4                       | 9                       | -5                      |
| - | Sul Minas               | 10                      | 6                       | 2                       | 4                       | 0                       | 7                       | 5                       | 2                       |
| - | Paraisense              | 7                       | 8                       | 2                       | 1                       | 5                       | 6                       | 24                      | -18                     |
| Pts – pontos; J – jogos disputados; V - vitórias; E - empates; D - derrotas; GP – gols pró; GC – gols contra; SG – saldo de gols |                         |                         |                         |                         |                         |                         |                         |                         |                         |

Classificação
|  |                                |
|  | Campeão                        |
|  | Acesso ao Módulo II 2006       |
|  | Eliminados na fase final       |
|  | Eliminados na segunda fase     |
|  | Eliminados na primeira fase    |
|  | Clubes excluídos da competição |